# 炭化タングステン
炭化タングステン（たんかタングステン、英: tungsten carbide、化学式：WC）とは等モル量のタングステン原子と炭素原子からなる無機化合物（炭化物）である。英語名に基づき、タングステンカーバイドとも呼ばれる。

## 概要
ヤング率は約550 GPaに達し、鋼の約2倍の剛性を持ち、鋼やチタンよりはるかに緻密な構造を呈する。基本的な性状は粉状で灰色のα-酸化アルミニウム（コランダム・サファイア・ルビー）に匹敵する硬さを持つ。
産業機械等で使用するため微粉末化の後、粉末冶金法を用いコバルト等のバインダーとともに所定の形状に高圧で押し固めたものを焼き固めて用いる（超硬合金）。超硬合金化した炭化タングステンの研磨加工には窒化ホウ素（高圧相）やダイヤモンドが用いられる。
2018年頃には、金属3Dプリンターによる加工に利用することが可能となるなど、新たな使用方法が模索されている。
中国チベット自治区山南市チュスム県で天然の炭化タングステンが発見され、2007年にチュスム県にちなんで「Qusongite」（曲松鉱、炭化タングステン鉱）として承認されている。

## 合成法
炭化タングステンは1400 – 2000 ℃の温度下におけるタングステンと炭素の反応により得られる。タングステンか酸化タングステン(VI)と一酸化炭素・二酸化炭素の混合ガスと水素ガスを用いた流動層法だと900 - 1200 ℃の温度下においても合成が可能である 。
900℃の温度下または670℃の水素下に晒した後に1000℃のアルゴン雰囲気下におき浸炭する方法で酸化タングステン(VI)とグラファイトを直接反応させる方法も挙げられる。化学気相成長法も合成法として挙げられている。
670℃における塩化タングステン(VI)と水素（還元剤）とメタン（炭素供給源）の反応。
{\displaystyle {\ce {WCl6\ + H2\ + CH4 -> WC\ + 6 HCl}}}
350℃におけるフッ化タングステン(VI)と水素（還元剤）とメタノール（炭素供給源）の反応。
{\displaystyle {\ce {WF6\ + 2 H2\ + CH3OH -> WC\ + 6 HF\ + H2O}}}

## 毒性
健康への影響としては粉末の吸引による線維症の発症。超硬合金として代表的なコバルトと炭化タングステンの合金(cobalt metal with tungsten carbide)に暴露される環境は国際がん研究機関(IARC)による発がん性リスク一覧ではグループ2A（ヒトに対する発がん性がおそらくある）に分類しており、米国国家毒性プログラムでも合金(cobalt–tungsten carbide: powders and hard metals)に発がん性があることを示している。